# Fagus sylvatica
A faia-europeia (Fagus sylvatica L.) ou faia, é uma espécie do género Fagus, árvore de folha caduca pertencente à família Fagaceae.
Muito embora seja apresentada como nativa do sul e do centro da Europa, existem registos fósseis da sua presença no Norte de Portugal, anteriores ao Neolítico.
É uma árvore graciosa que pode crescer até 40 metros de altura. A copa é cónica e estreita nos exemplares mais jovens. Nas árvores mais velhas é larga, arredondada e muito ramificada. O tronco tem casca lisa e tons claros.
Possui folhas ovais, com margens dentadas e coloração prateada na face inferior. As flores são unissexuais, em glomérulos. O fruto é uma noz com semente oleaginosa comestível.
É uma espécie característica de montanha, cresce em encostas e no fundo dos vales e tem preferência por estações mais frias e húmidas. Prefere zonas de sombra, sobretudo nas idades mais jovens, e tem preferência por solos delgados, profundos, ligeiros e bem drenados, mas com boa disponibilidade de água e com pH alcalino. É resistente aos frios do inverno, embora não seja tolerante às geadas tardias. Não tolera seca estival nem ventos costeiros.
Tem um crescimento muito lento, sobretudo nos primeiros 10 anos de vida, podendo atingir cerca de 30 metros aos 100 anos. Em média, uma faia pode viver de 200 a 250 anos.

## Utilização

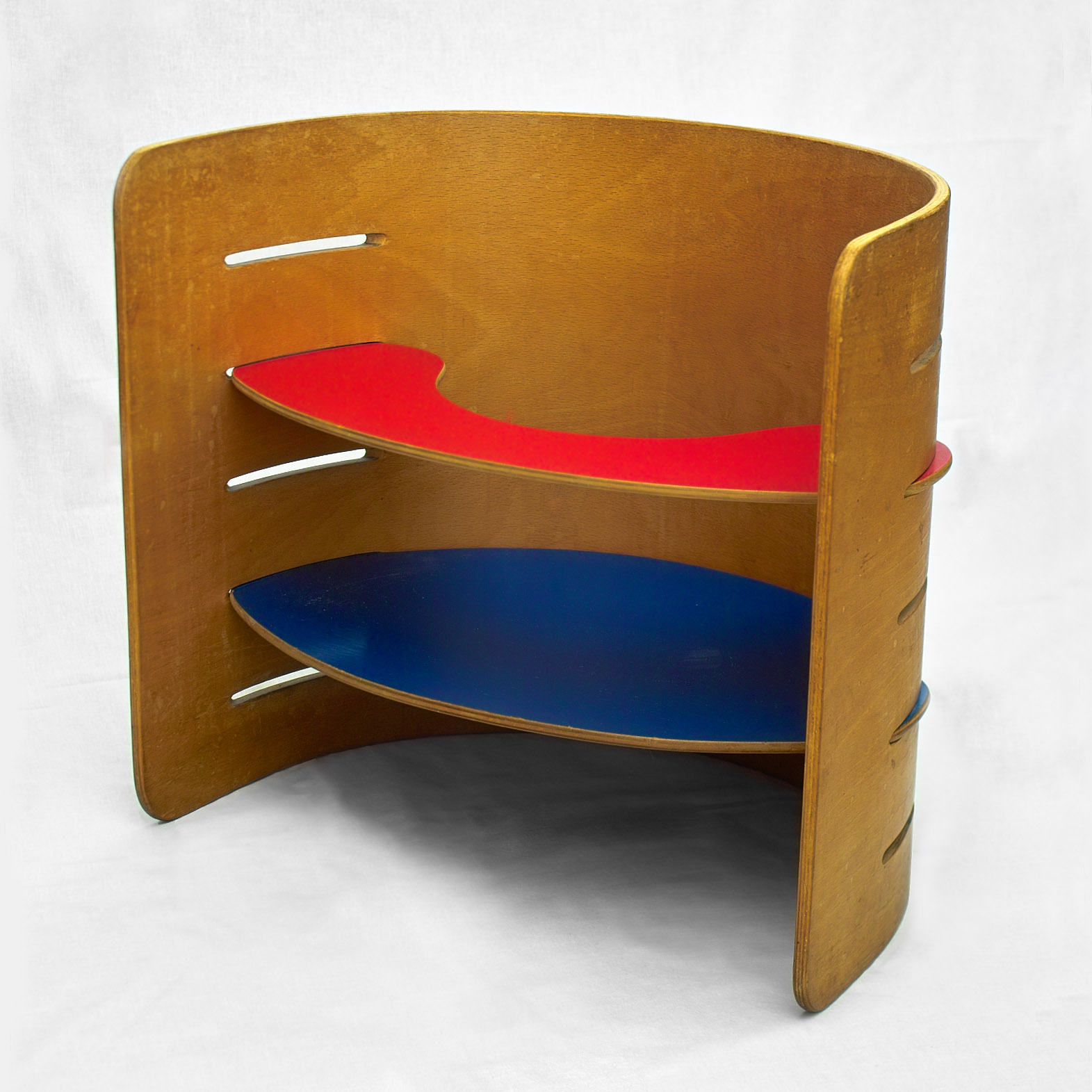
Móvel de compensado de faia vergado

A árvore fornece madeira utilizada na fabricação de numerosos objetos, notadamente móveis, sobretudo na  forma de compensado vergado. A madeira é usada também como  combustível, para aquecimento, principalmente na Europa Central. É também fonte de fibras para indústria papeleira.
A faia, que apresenta grande número de variedades, é igualmente apreciada como planta ornamental. Todavia a espécie não suporta as podas severas nem os solos compactados, sendo o seu uso  reservado  principalmente  aos parques. A árvore também se presta à arte do bonsai.
É usada na formação de sebes  e pequenos bosques unicamente em regiões de clima temperado e úmido.
Historicamente, a faia foi empregada para a extração de diversas substâncias, como o creosoto.
As folhas jovens desta árvore são comestíveis, cruas ou cozinhadas, misturadas em saladas
Além disso, a árvore produz frutos comestíveis, para consumo animal (sobretudo por roedores e pássaros) ou, em pequenas quantidades, também humano. São nozes levemente tóxicas, se ingeridas em grande quantidade, por conterem taninos e alcaloides. Até o século XIX,  eram usadas para a produção de óleo para alimentação e iluminação. Também eram moídas para fazer farinha, que podia ser ingerida após  os taninos serem lixiviados por imersão.